# Brännkyrka socken
Brännkyrka socken i Södermanland ingick i Svartlösa härad, uppgick 1913 i Stockholms stad och är sedan 1971 en del av Stockholms kommun samt Nacka kommun, från 2016 inom distrikten Skärholmen, Hägersten, Brännkyrka, Enskede, Vantör, Farsta och Skarpnäck.
Socknens areal var 80,82 kvadratkilometer land.  År 1901 fanns här 10 714 invånare. Godsen Årsta, Enskede, Örby, Farsta, Älvsjö, Långbro, Västberga, Herrängen, Hägersten, Orhem, Sätra och Skarpnäck, orterna Liljeholmens municipalsamhälle, Örby municipalsamhälle, Södertörns villastad och Enskede trädgårdsstad samt sockenkyrkan Brännkyrka kyrka låg i socknen 1913. 

## Administrativ historik
Brännkyrka socken har medeltida ursprung. Den är omnämnd tidigast 1314, då under namnet Vantör. Det nuvarande namnet dyker upp första gången i en köpehandling från 1425. På 1300-talet hörde byn Sätra till Huddinge socken, men tillhörde därefter Brännkyrka socken. Fram till början av 1700-talet tillhörde öarna Gränö, Gåsö, Ägnö och Älgö Brännkyrka socken, innan de överfördes till Tyresö socken. Ur församlingen utbröts på 1600-talet Erstaviks kapellförsamling och på 1640-talet Nacka kapellförsamling. Först 1888 överfördes motsvarande del av jordebokssocken till den då nybildade Nacka socken/Nacka landskommun.
Brännkyrka kyrksocken var 1550-1587 anslaget till skolmästaren vid Södermalms skola, något som brännkyrkaborna beklagade sig storligen över, då deras präst inte kunde göra hembesök då stadsporten var stängd. 1587 lades därför Brännkyrka istället som annexförsamling till Huddinge socken, vilket den förblev fram till 1 maj 1914.
1588 överfördes Sicklaön från Solna socken till Brännkyrka socken. Denna del utbröts sedan 14 februari 1727 tillsammans med Hammarby gård till Sicklaö socken. 

sockenvapen sedan 2012

Vid kommunreformen 1862 övergick socknens ansvar för de kyrkliga frågorna till Brännkyrka församling och för de borgerliga frågorna bildades Brännkyrka landskommun. 1913 uppgick landskommunen i Stockholms stad. Ur församlingen utbröts 1931 Enskede församling, varur 1957 Farsta församling och Skarpnäcks församling bröts ut. Ur Brännkyrka församling bröts sedan 1957 Vantörs församling och Hägerstens församling ut och ur Hägerstens församling utbröts 1969 Skärholmens församling.
1 januari 2016 inrättades distrikten Skärholmen, Hägersten, Brännkyrka, Enskede, Vantör, Farsta och Skarpnäck, med samma omfattning som motsvarande församlingar hade 1999/2000, och vari detta sockenområde ingår.
Socknen har tillhört län, fögderier, tingslag och domsagor enligt vad som beskrivs i artikeln Svartlösa härad. De indelta soldaterna tillhörde Livregementets grenadjärkår, Södermanlands kompani. De indelta båtsmännen tillhörde Första Södermanlands båtsmanskompani.

## Geografi och natur

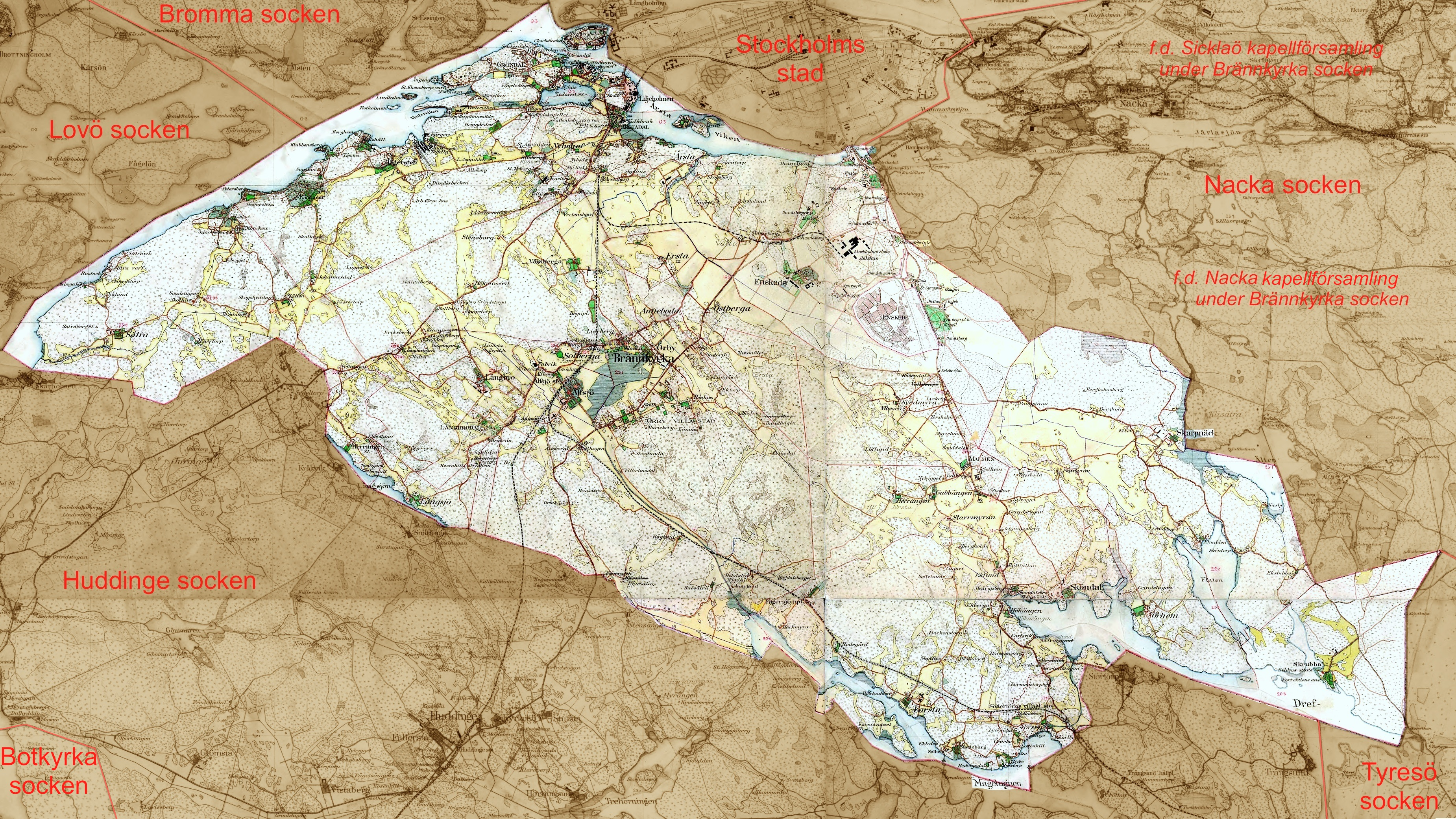
Karta över Brännkyrka 1906.

Brännkyrka socken låg på Södertörn närmast söder och sydost om Stockholm med Mälaren i väster och norr (Årstaviken) med sjöarna Långsjön och Magelungen i söder. Ostgränsen utgjordes före utbrytningen av Nacka av Östersjön och i nordost av Saltsjön och Hammarby sjö. Socknen hade odlingsbygder på större områden i centrum och vid sjöarna och var i övrigt en mossrik kuperad skogsbygd. Magelungen och Långsjön delas med Huddinge socken i Huddinge kommun. Andra betydande insjöar är Drevviken som förutom med Huddinge socken delas med Tyresö socken i Tyresö kommun och Österhaninge socken i Haninge kommun, Ältasjön som delas med Tyresö socken samt Flaten.
Det finns fem naturreservat i socknen. Nackareservatet som delas med Nacka socken i Nacka kommun, Flaten, Sätraskogen, Årstaskogen och Årsta holmars naturreservat och Älvsjöskogen är alla kommunala naturreservat.

### Gods och större jordegendomar
Brännkyrka socken dominerades länge av stora jordegendomar på ett sätt som är typiskt för Södermanland. I samband med industrialismens intåg började marken i stadens direkta närhet bli värdefull för andra ändamål. Därigenom kom många egendomar att styckas upp till industri- och bostadstomter. Denna utveckling pågick med växlande framgång och intensitet från 1860-talet, och fram till Brännkyrkas inkorporerades med Stockholm 1913 för att sedan avstanna i någon mån. Sedan 1950-talet har dock i stort sett all tidigare jordbruksmark tagits i användning för andra ändamål. Många av de gamla gårdsnamnen återfinns i södra Stockholms stadsdelsnamn.
Det har funnits hela sexton sätesgårdar i socknen: Enskede gård, Farsta gård (säteri), Långbro gård (säteri), Orhems gård, Skarpnäcks gård (säteri), Sundsta gård, Sätra gård, Västberga gård (säteri), Årsta gård (säteri),, Ekensbergs värdshus, Älvsjö gård (säteri), Örby säteri, Stora Katrineberg, Hägerstens gård, Zachrisbergs säteri (riven, låg vid nuvarande Årstaberg) och Skärholmens gård.

### Bilder, gods och gårdar

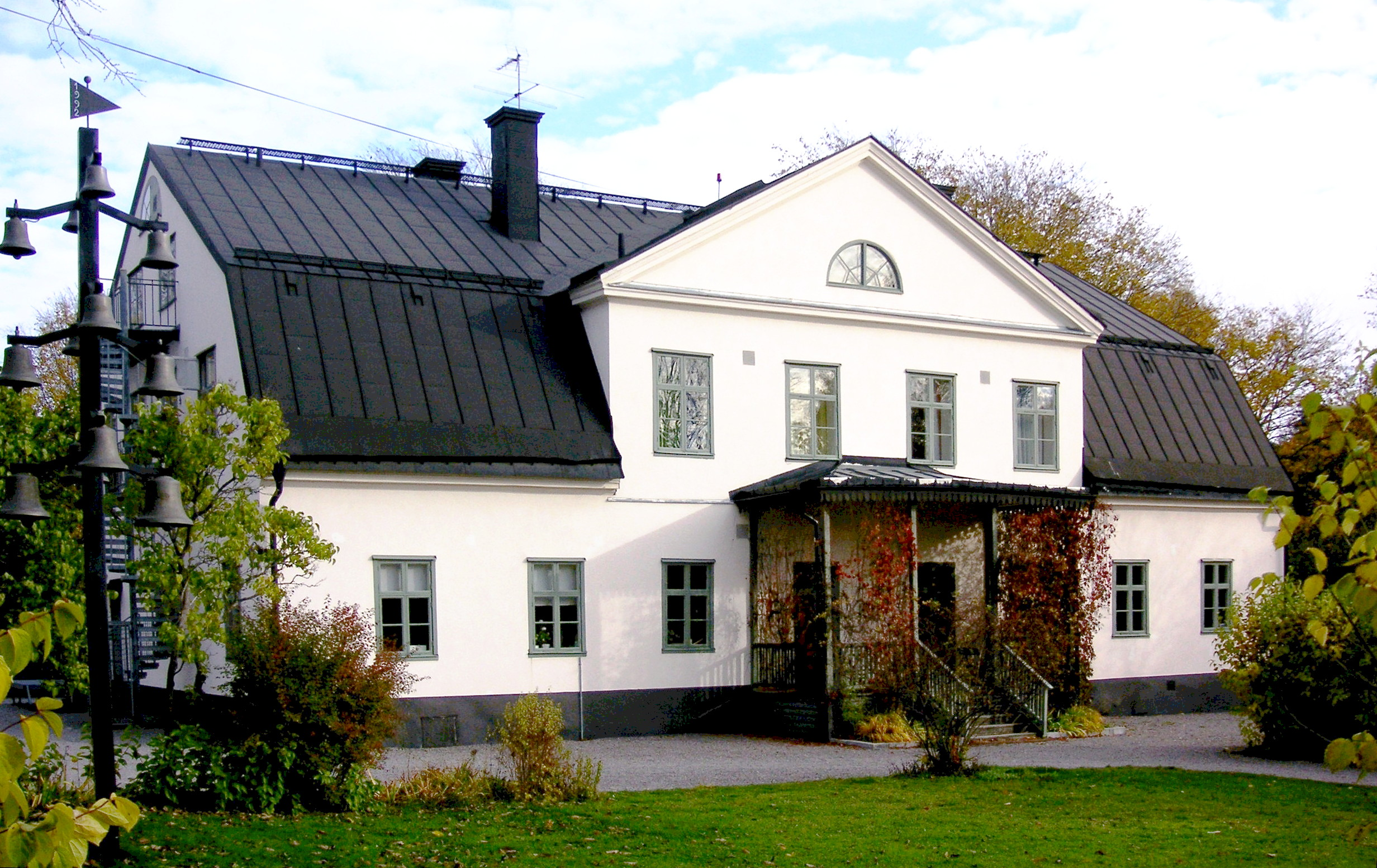
Årsta gård
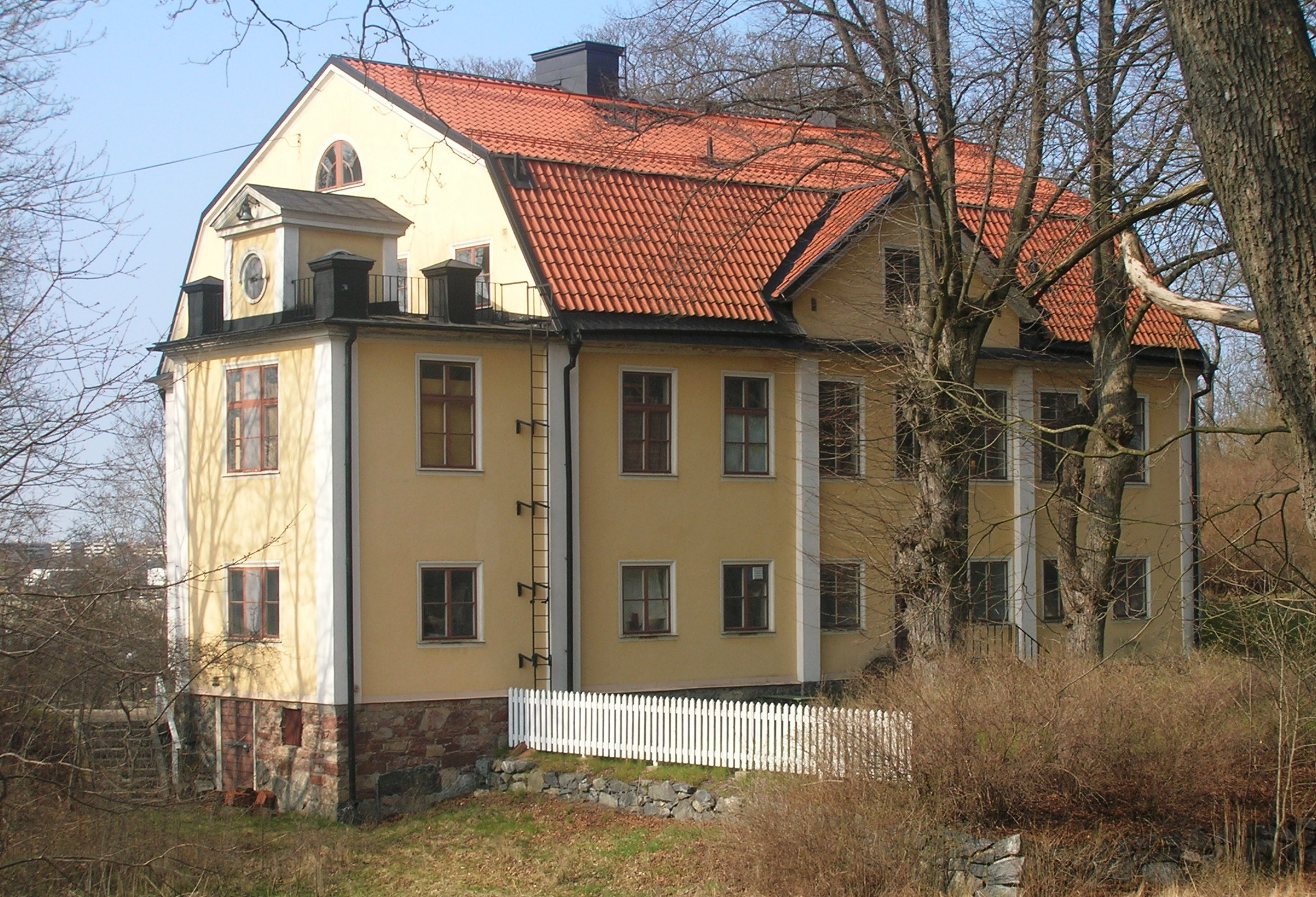
Enskede gård
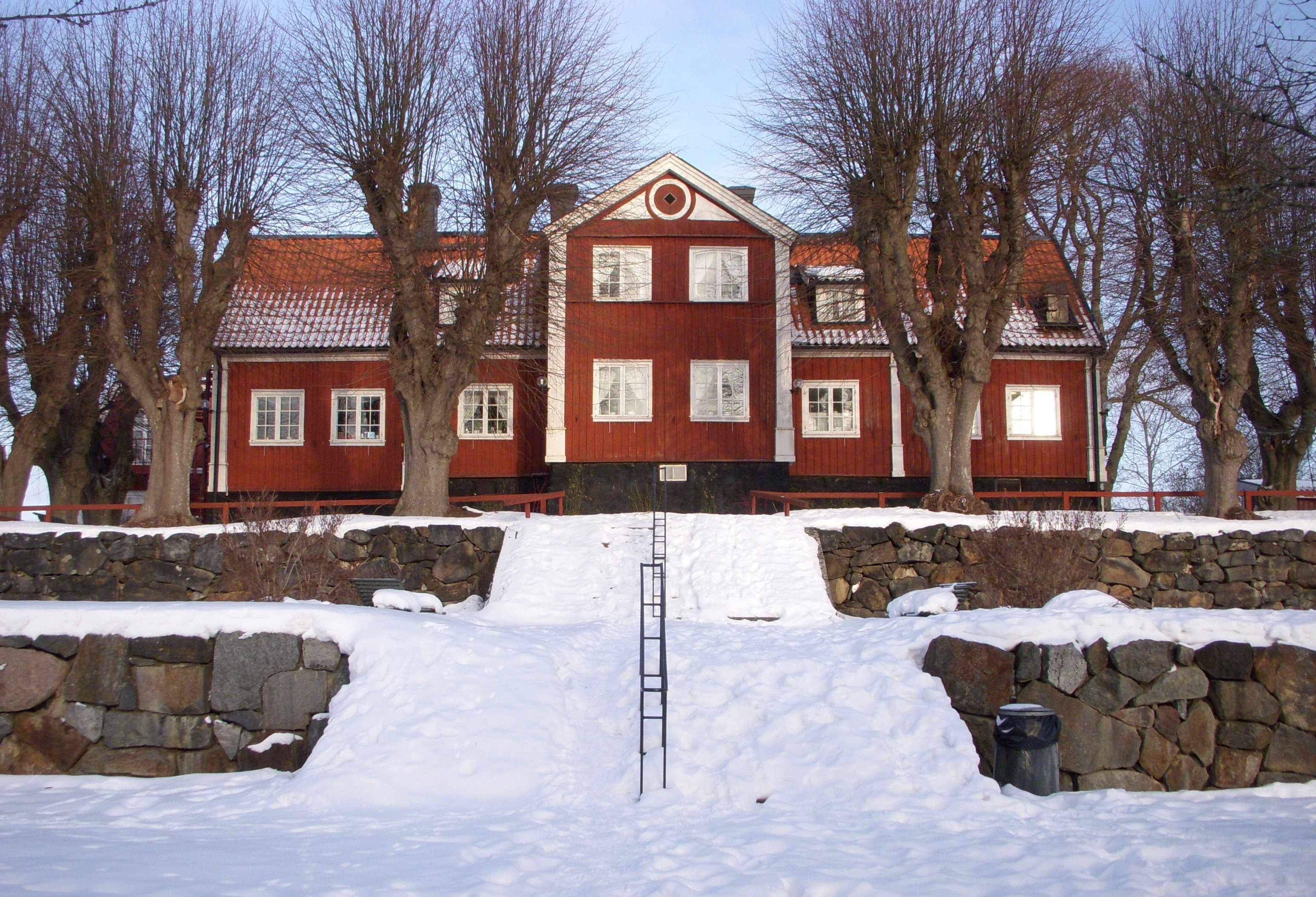
Farsta gård
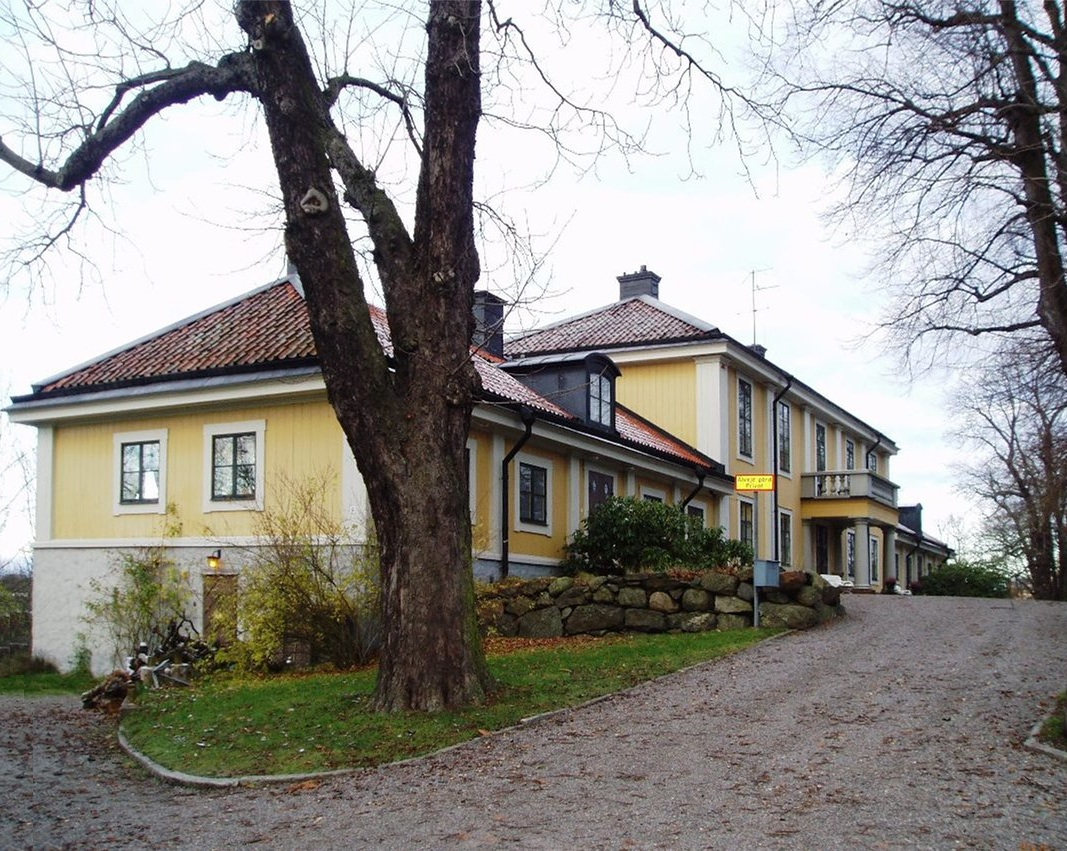
Älvsjö gård
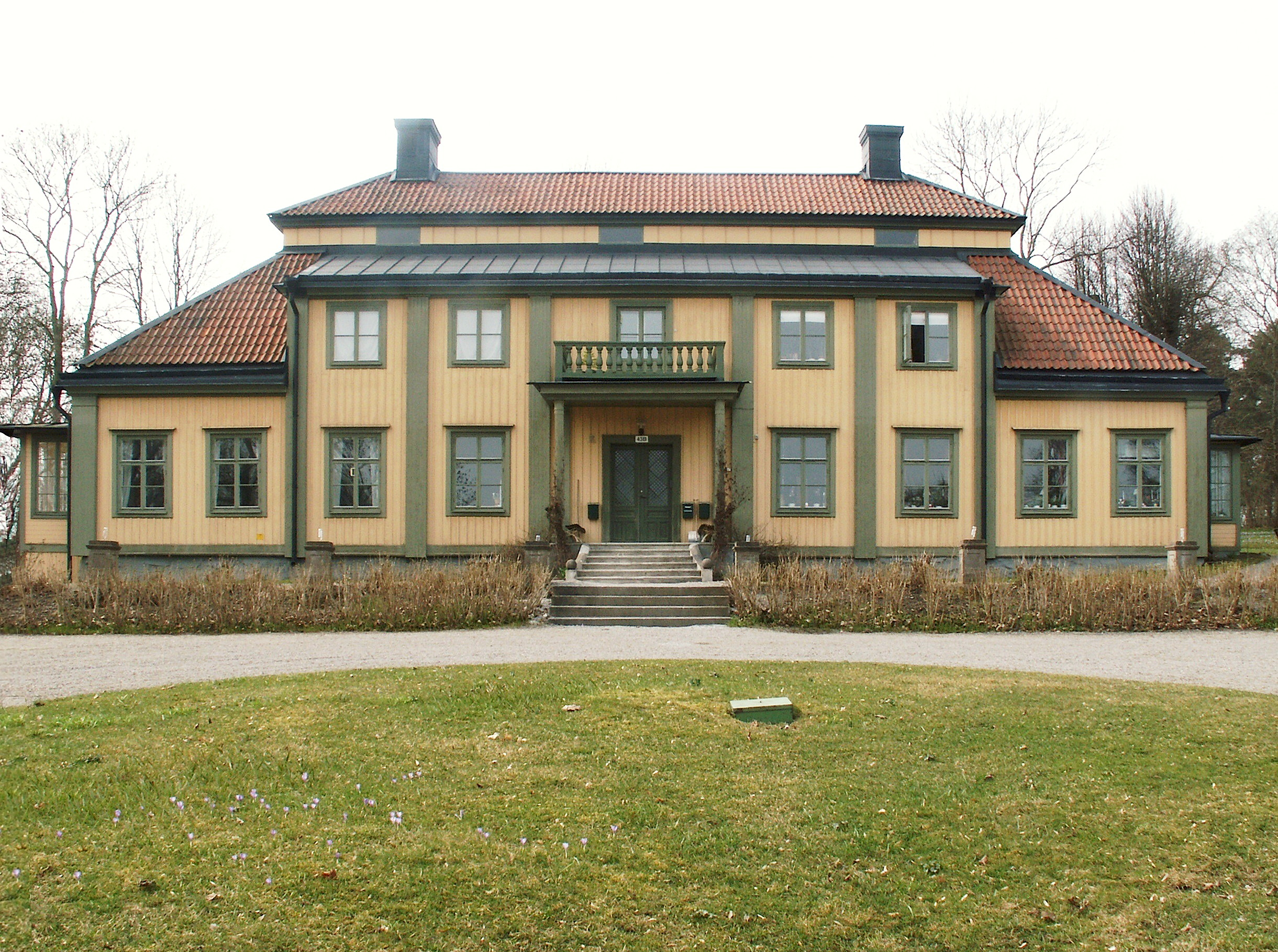
Långbro gård
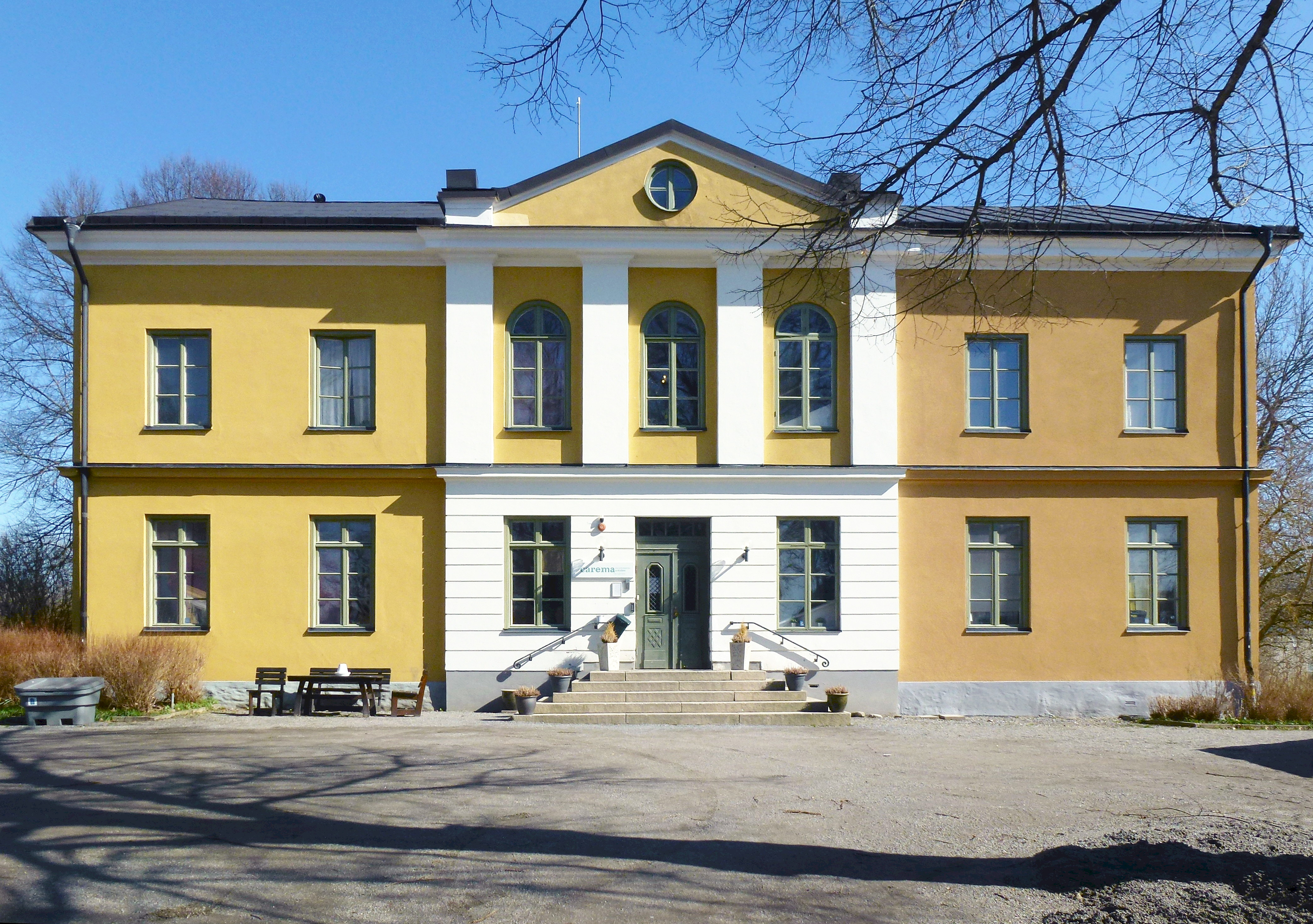
Skarpnäcks gård
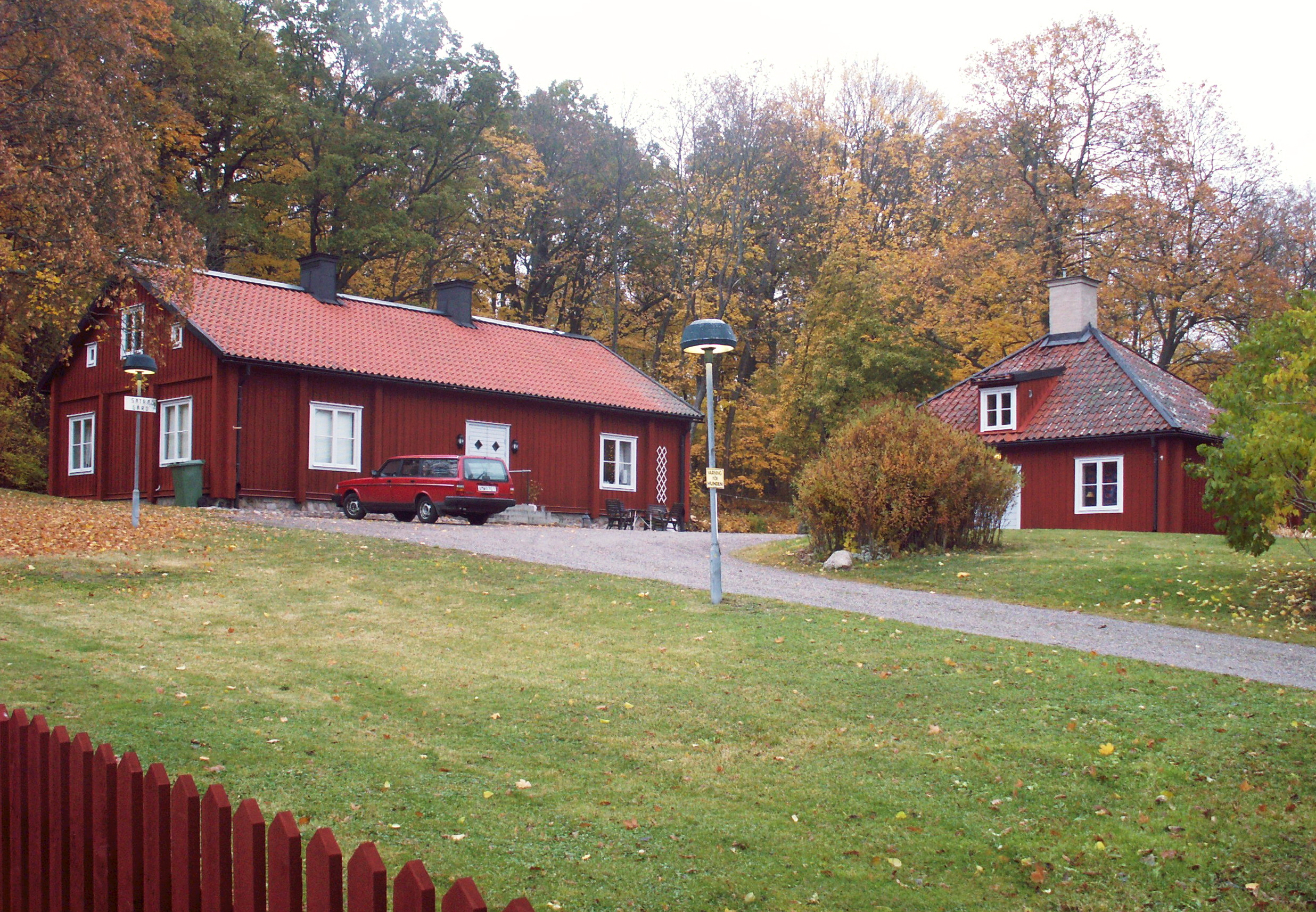
Sätra gård
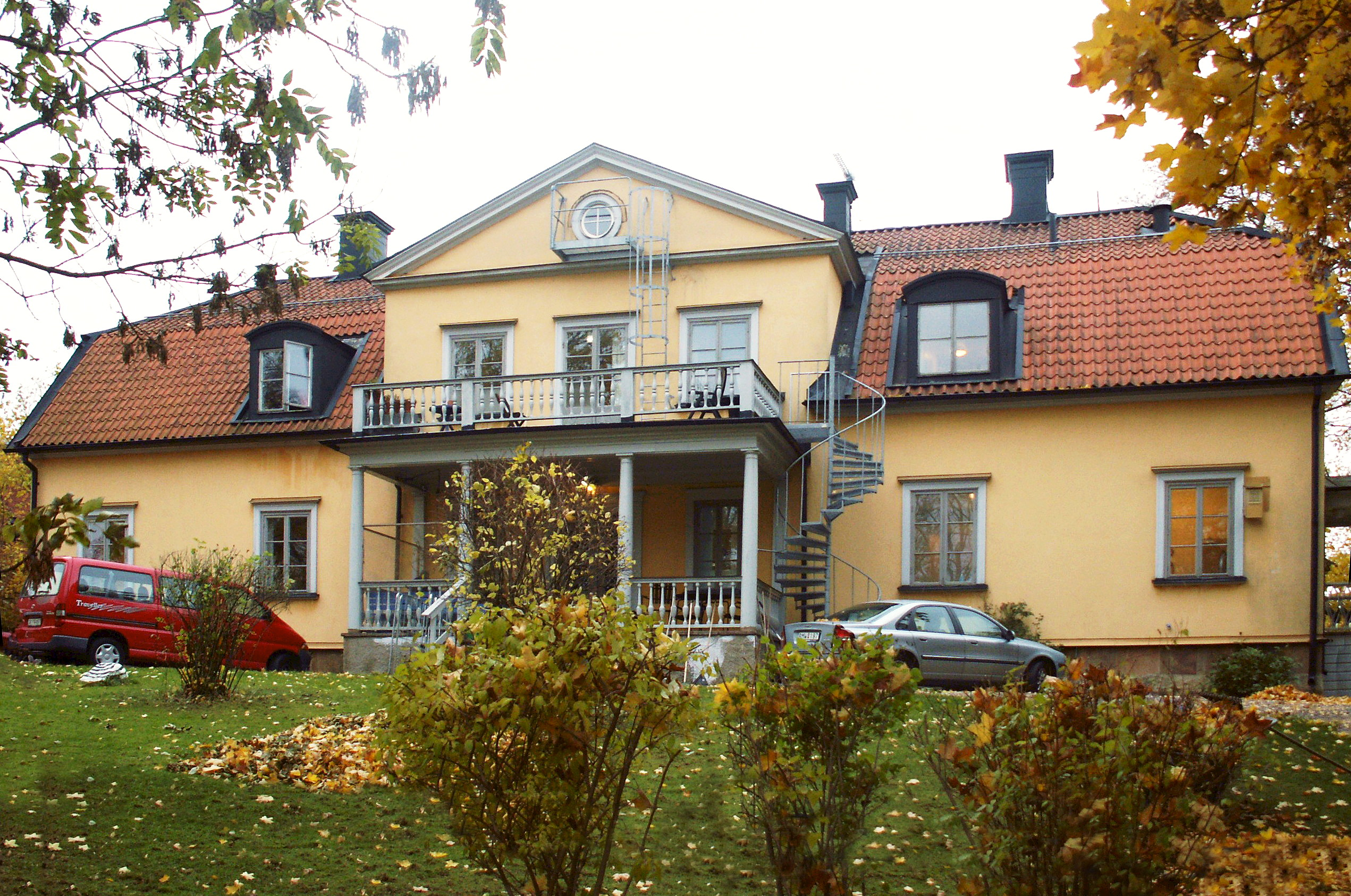
Västberga gård

## Befolkningsutveckling
| Befolkningsutvecklingen i Brännkyrka socken 1810–1910 | Befolkningsutvecklingen i Brännkyrka socken 1810–1910 | Befolkningsutvecklingen i Brännkyrka socken 1810–1910 | Befolkningsutvecklingen i Brännkyrka socken 1810–1910 | Befolkningsutvecklingen i Brännkyrka socken 1810–1910 |
| ----------------------------------------------------- | ----------------------------------------------------- | ----------------------------------------------------- | ----------------------------------------------------- | ----------------------------------------------------- |
|                                                       |                                                       |                                                       |                                                       |                                                       |
| År                                                    |                                                       |                                                       | Folkmängd                                             |                                                       |
| 1810                                                  | 1810                                                  |                                                       | 1 145                                                 |                                                       |
| 1820                                                  | 1820                                                  |                                                       | 1 330                                                 |                                                       |
| 1830                                                  | 1830                                                  |                                                       | 1 493                                                 |                                                       |
| 1840                                                  | 1840                                                  |                                                       | 1 581                                                 |                                                       |
| 1850                                                  | 1850                                                  |                                                       | 1 659                                                 |                                                       |
| 1860                                                  | 1860                                                  |                                                       | 1 889                                                 |                                                       |
| 1870                                                  | 1870                                                  |                                                       | 2 038                                                 |                                                       |
| 1880                                                  | 1880                                                  |                                                       | 4 478                                                 |                                                       |
| 1890                                                  | 1890                                                  |                                                       | 5 666                                                 |                                                       |
| 1900                                                  | 1900                                                  |                                                       | 8 402                                                 |                                                       |
| 1910                                                  | 1910                                                  |                                                       | 18 379                                                |                                                       |

## Namnet
Namnet (1440 Brenkiökio) kommer från kyrkan och anspelar på att denna helt eller delvis brunnit i början av 1400-talet. Före denna tid var namnet Vantör (1314 Wantör) med oklar förled, efterleden är densamma som i Södertörn.

## Historiska bilder

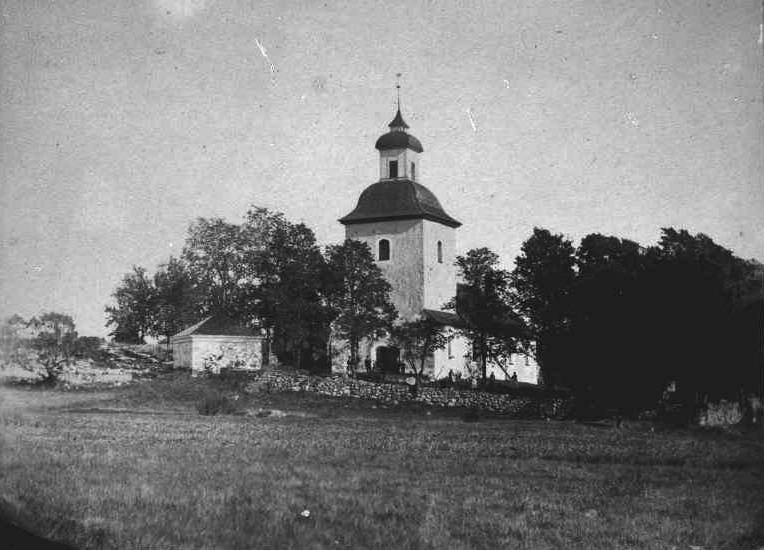
Brännkyrka kyrka, foto från slutet av 1800-talet
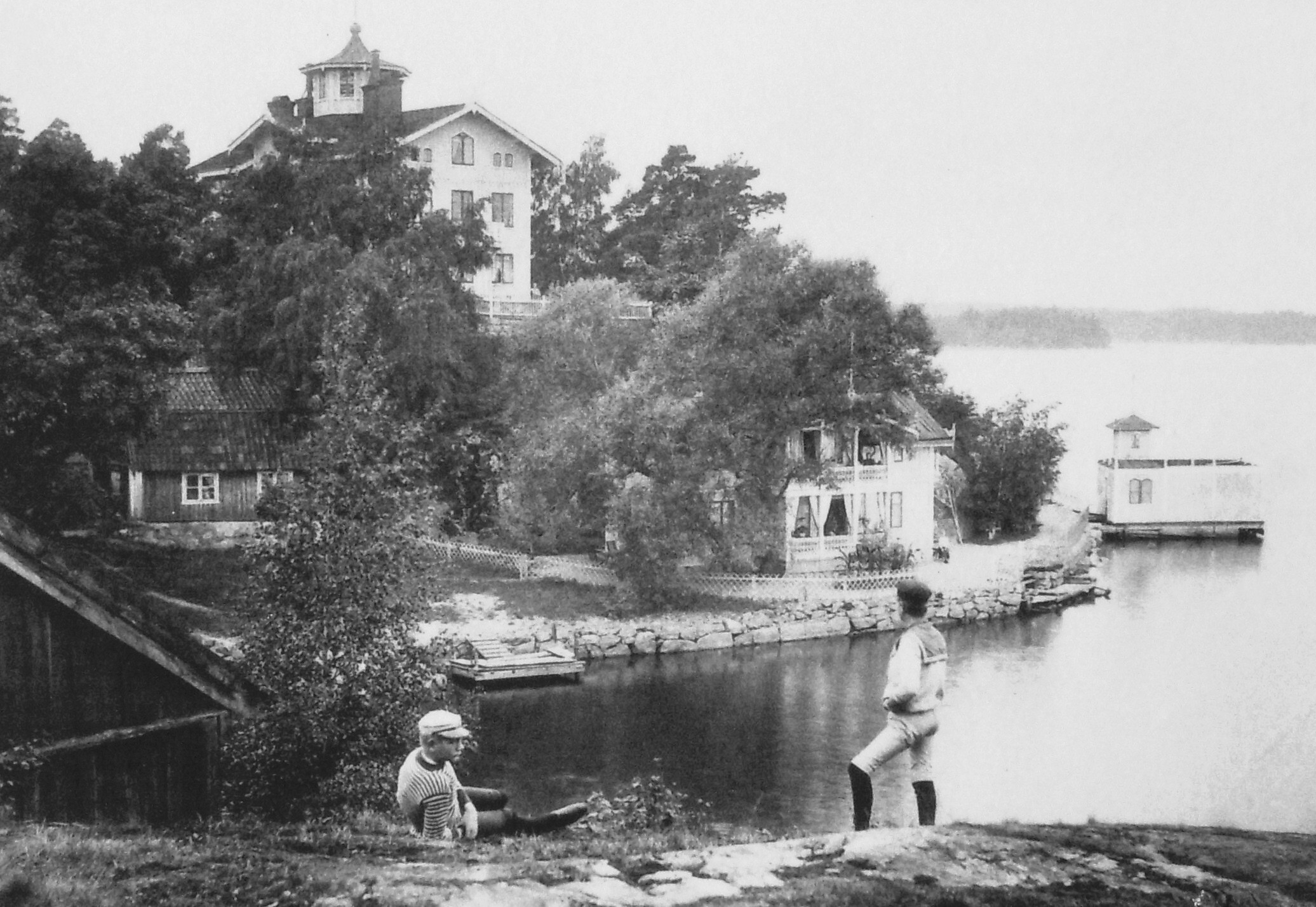
Vid Klubben intill Mälaren, foto cirka 1890
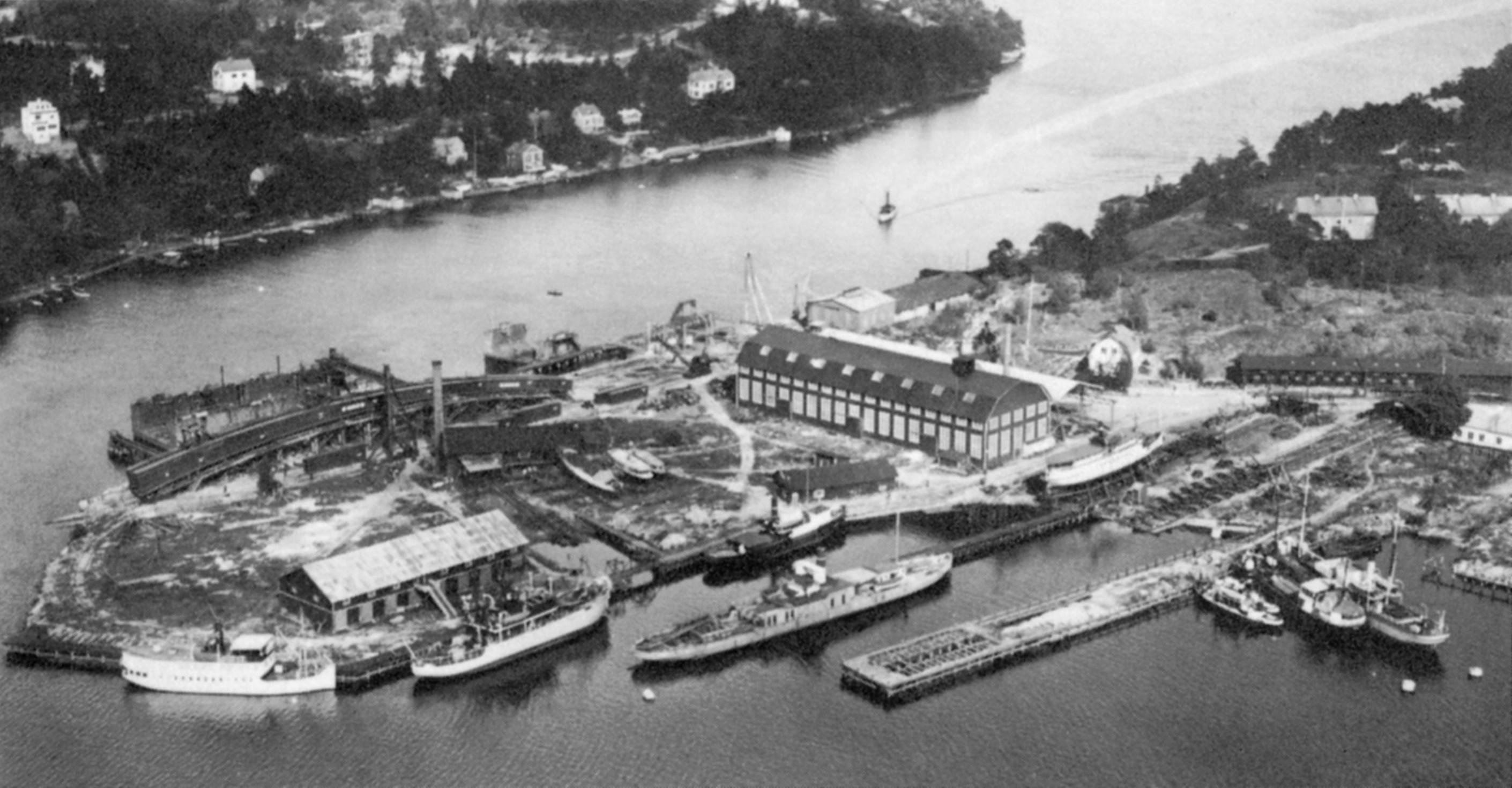
Ekensbergs varv vid Gröndal, foto 1933
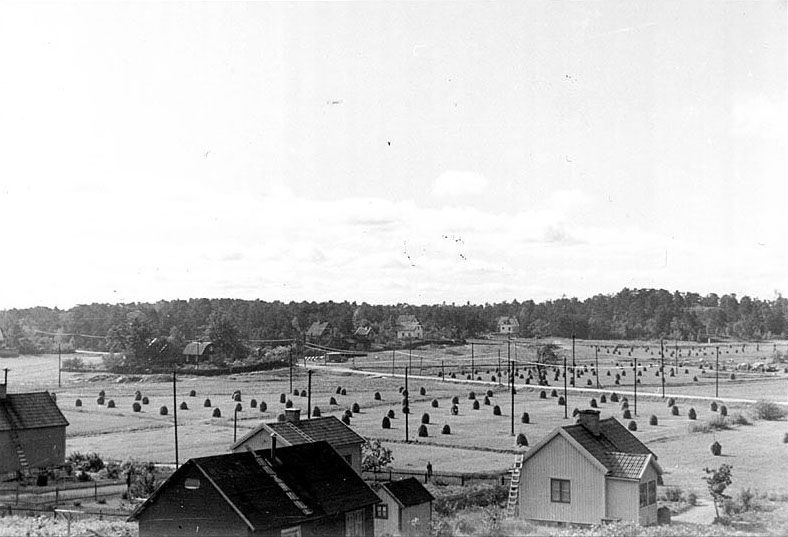
Hövålmar vid Västberga, foto cirka 1940

## Referenser

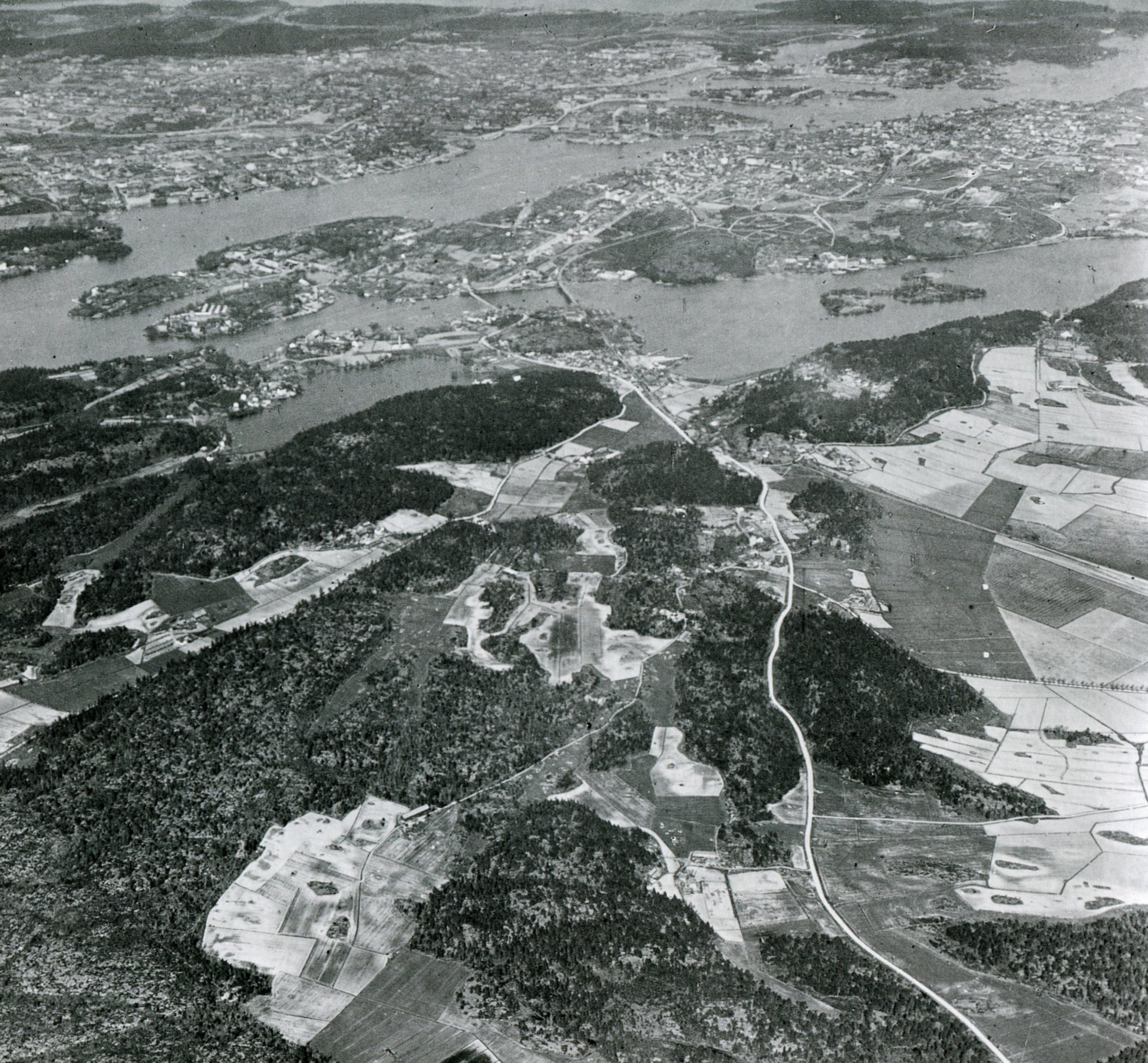
Flygfotografi från luftballong 1898 över norra delen av Brännkyrka. Närmast breder Västberga, Årsta och Hägerstens ägor ut sig, längre bort syns Liljeholmen och där bortom Stockholm.